# Renée Delahaye
Pour les articles homonymes, voir Delahaye (homonymie).
Renée Delahaye, née le 2 mars 1957 à Beaurieux, est une footballeuse française évoluant au poste de milieu de terrain.

## Biographie

### Carrière en club
Renée Delahaye évolue de 1973 à 1980 au Stade de Reims ; elle y remporte le Championnat de France à quatre reprises (1975, 1976, 1977 et 1980).

### Carrière en sélection
Renée Delahaye compte 11 sélections en équipe de France entre 1974 et 1978. 
Elle reçoit sa première sélection en équipe nationale le 19 mai 1974, en amical contre l'Italie (défaite 2-3). Elle joue son dernier match le 3 juin 1978, en amical contre le pays de Galles (match nul 1-1).

## Palmarès
- Championne de France en 1975, 1976, 1977 et 1980 avec le Stade de Reims